# Роща (Покровский район)
Роща — посёлок в Покровском районе Орловской области России.
Входит в состав Верхососенского сельского поселения.

## География
Посёлок расположен западнее административного центра поселения — села Верхососенье Первая Середина, граничит с ним и соединён просёлочной дорогой.
В Роще имеется одна улица — Барская.

## Население
| 2010 |
| ---- |
| 7    |